# Georges Morel (Ruderer)
Georges Morel (* 11. Juli 1938 in La Teste-de-Buch; † 21. November 2004 ebenda) war ein französischer Ruderer. 
Der für Aviron Arcachonnais rudernde Georges Morel war mit seinem Bruder Jacques Mitglied des französischen Achters, der bei den ersten Weltmeisterschaften, die 1962 in Luzern ausgetragen wurden, die Bronzemedaille hinter dem Deutschland-Achter und dem sowjetischen Großboot gewann. Bei den Olympischen Spielen 1964 ruderten Jacques und Georges Morel zusammen mit Jean-Claude Darouy im Zweier mit Steuermann auf den zweiten Platz hinter dem US-Zweier. Zwei Jahre später steuerte Gilles Florent den Zweier der Morel-Brüder bei den Weltmeisterschaften 1966; erneut gewannen die Franzosen Silber, diesmal hinter dem Boot aus den Niederlanden.